# Communistische Partij (bolsjewieken) van Chorasmië
De Communistische Partij (bolsjewieken) van Chorasmië (Perzisch: حزب کمونیست خوارزم; Oezbeeks: Xorazm Kommunistik partiyasi) was de enige toegestane partij in de in Centraal-Azië gelegen Volksrepubliek Chorasmië. De partij bestond van 1920 tot 1924 en was ondergeschikt aan de Russische Communistische Partij (bolsjewieken) (RKP(b)). De XKP was grotendeels een voortzetting van de Jong Xiva Revolutionaire Partij (YXIP), de partij die aan de wieg stond van de revolutie in het kanaat Xiva waarbij de monarchie werd afgeschaft en de landsnaam werd gewijzigd in Chorasmië (1920). Op 27 oktober 1924 trad de Volksrepubliek Chorasmië toe tot de Sovjet-Unie en werd het grondgebied van Chorasmië verdeeld over de Oezbeekse SSR, de Turkmeense SSR en de Karakalpakse Autonome Oblast in de Russische Socialistische Federatieve Sovjetrepubliek (RSFSR). Bijgevolg kwam er een einde aan de Communistische Partij (bolsjewieken) van Chorasmië.

## Partijleiders
| No.                       | Imagen      | Naam (Geboren-Gestorven)            | Begin termijn     | Einde termijn     |
| Voorzitters               | Voorzitters | Voorzitters                         | Voorzitters       | Voorzitters       |
| ------------------------- | ----------- | ----------------------------------- | ----------------- | ----------------- |
| 1                         |             | Alimdzjan Aktsjoerin (1895-na 1923) | 4 april 1920      | 3 juni 1920       |
| 2                         |             | Moella Dzjoemanijaz Soeltanmoeradov | 4 juni 1920       | December 1920     |
| 3                         |             | Machmoed Moesajev wnd.              | December 1920     | 28 mei 1921       |
| Uitvoerende secretarissen |             |                                     |                   |                   |
| 1                         |             | Moechamedzjan Tazetdinov            | 29 mei 1921       | 12 november 1921  |
| 2                         |             | Berdi Gadzjiëv                      | 12 november 1921  | 17 december 1921  |
| 3                         |             | Gaifi Sjarafoetdinov                | 17 december 1921  | 22 juli 1923      |
| 4                         |             | Moechamed Sjaripov wnd.             | 22 juli 1923      | 22 september 1923 |
| 5                         |             | Karimdzjan Adinajev (1897-1938)     | 22 september 1923 | 15 juni 1924      |
| 6                         |             | Iskhak Chansoevarov (1896-na 1934)  | 15 juni 1924      | 27 oktober 1924   |